# 금요일엔 수다다
《금요일엔 수다다》는 대한민국 SBS에서 2013년 5월 18일부터 2014년 10월 11일까지 방영된 영화 정보 프로그램이다. SBS에서 토요일 오전에 방영되는 《접속! 무비월드》의 한 코너인 〈영화는 수다다〉의 스핀오프로 방영되었으나 아쉽게도 59화만에 막을 내렸다.

## 진행자
- 김태훈
- 이동진

## 코너 개요

### 그들 각자의 영화관
- 화제의 인물을 초청하여 두 MC가 각각 차별화된 질문으로 식상한 근황 토크가 아닌 게스트의 숨겨진 진짜 이야기를 들어보고, 게스트가 주제에 맞는 영화 한 편을 추천하여 시청자에게 소개하는 시간이다.

### 영화 읽어주는 남자
- 이동진이 직접 선별한 영화계 이슈를 주제로, 평소 시청자들이 쉽게 접할 수 없었던 숨겨진 이야기와 극장가 한 주 동향 및 트렌드 등을 짚어보는 시간이다.

### 우리가 사랑한 배우들
- 시대를 뛰어 넘어 사랑받아 온 배우들의 필모그래피를 바탕으로 영화 전문 기자 주성철이 들려주는 소개된 배우의 영화와 인생에 관한 이야기

### 영화 들려주는 남자
- 매주 한 편의 영화 오리지널 사운드트랙 (OST)을 소개하는 시간이다.

### 김 CINE 발견
- 48화(2014년 7월 11일)부터 〈영화 들려주는 남자〉가 폐지되고 새로 신설된 코너로, 김태훈이 소개하는 독특하고 재미있는 영화들을 만나보는 시간이다.

## 방영 목록
| No. | 방송일           | 그들 각자의 영화관                        | 영화 읽어주는 남자           | 영화 들려주는 남자                | 우리가 사랑한 배우   |
| --- | ---------------- | ----------------------------------------- | ---------------------------- | --------------------------------- | -------------------- |
| 01  | 2013년 5월 17일  | 최강희 - 노이 알비노이                    | 빈칸                         | 빈칸                              | 장국영 1탄           |
| 01  | 2013년 5월 17일  | 봉태규 - 키즈 리턴                        | 빈칸                         | 빈칸                              | 장국영 1탄           |
| 02  | 2013년 5월 24일  | 오정세 - 러브 액츄얼리                    | 설국열차                     | 테이킹 우드스탁                   | 장국영 2탄           |
| 03  | 2013년 5월 31일  | 호란 - 빅 피쉬                            | 노인을 위한 나라는 없다      | 나는 전설이다                     | 톰 크루즈            |
| 04  | 2013년 6월 7일   | 소이 - 수면의 과학                        | 500일의 썸머                 | 다크 섀도우                       | 로버트 다우니 주니어 |
| 05  | 2013년 6월 14일  | 정성호 - 델리카트슨 사람들                | 레볼루셔너리 로드            | 락 오브 에이지                    | 브래드 피트          |
| 06  | 2013년 6월 21일  | 김기천 - 이층의 악당                      | 토리노의 말                  | 트레인스포팅                      | 앤 해서웨이          |
| 07  | 2013년 6월 28일  | 장유정 - 시카고                           | 시간을 달리는 소녀           | 존 레논 비긴즈: 노웨어 보이       | 스칼렛 요한슨        |
| 08  | 2013년 7월 5일   | 오상진 - 웰컴 미스터 맥도날드             | 박쥐                         | 벨벳 골드마인                     | 양조위               |
| 09  | 2013년 7월 12일  | 나르샤 - 원 데이                          | 아이 엠 러브                 | 조용한 가족                       | 조셉 고든 레빗       |
| 10  | 2013년 7월 19일  | 류현경 - 블루 발렌타인                    | 그을린 사랑                  | 브리짓 존스의 일기                | 휴 잭맨              |
| 11  | 2013년 7월 26일  | 장기하 - 안경                             | 그랜 토리노                  | 고고70                            | 이소룡               |
| 12  | 2013년 8월 2일   | 정두홍 - 맨 온 파이어                     | 홀리모터스                   | 화양연화                          | 마릴린 먼로          |
| 13  | 2013년 8월 9일   | 김주원 - 언터처블: 1%의 우정              | 파수꾼                       | 월플라워                          | 조니 뎁              |
| 14  | 2013년 8월 16일  | 박범신 - 미망인                           | 멜랑콜리아                   | 웜 바디스                         | 하정우               |
| 15  | 2013년 8월 23일  | 클라라 - 세렌디피티                       | 미스트                       | 올모스트 페이머스                 | 장쯔이               |
| 16  | 2013년 9월 6일   | 문소리 - 오프닝 나이트                    | 007 스카이폴                 | 포레스트 검프                     | 맷 데이먼            |
| 17  | 2013년 9월 13일  | 뮤지 - 위대한 유산                        | 마스터                       | 미드나잇 인 파리                  | 틸다 스윈턴          |
| 18  | 2013년 9월 27일  | 안선영 - 소림축구                         | 드라이브                     | 인 디 에어                        | 송강호               |
| 19  | 2013년 10월 11일 | 신강호 - 티켓                             | 우리도 사랑일까              | 오스틴 파워 2                     | 이후 코너 폐지       |
| 19  | 2013년 10월 11일 | 남동철 - 지슬: 끝나지 않은 세월 2         | 우리도 사랑일까              | 오스틴 파워 2                     | 이후 코너 폐지       |
| 20  | 2013년 10월 18일 | 임슬옹 - 택시 드라이버                    | 마더                         | 위대한 개츠비                     |                      |
| 21  | 2013년 10월 25일 | 이준 - 블랙 스완                          | 블루 재스민                  | 장고: 분노의 추적자               |                      |
| 22  | 2013년 11월 1일  | 김유미 - 피도 눈물도 없이                 | 만추                         | 더 레슬러                         |                      |
| 23  | 2013년 11월 8일  | 김규리 - 혐오스런 마츠코의 일생           | 이터널 선샤인                | 님은 먼곳에                       |                      |
| 24  | 2013년 11월 22일 | 김완선 - 쇼생크 탈출                      | 아르마딜로                   | 라붐                              |                      |
| 25  | 2013년 11월 29일 | 정인 - 밀양                               | 북촌방향                     | 서칭 포 슈가맨                    |                      |
| 26  | 2013년 12월 13일 | 왕가위 - 아푸                             | 다크 나이트                  | 사랑도 통역이 되나요?             |                      |
| 27  | 2013년 12월 20일 | 김지훈 - 똥파리                           | 8월의 크리스마스             | 스위니토드                        |                      |
| 28  | 2013년 12월 27일 | 이해영 - 펀치 드렁크 러브                 | 케빈에 대하여                | 라비앙 로즈                       |                      |
| 29  | 2014년 1월 3일   | 최정원 - 세이프 헤이븐                    | 원스                         | 바닐라 스카이                     |                      |
| 30  | 2014년 1월 10일  | 최윤영 - 토이 스토리 3                    | 폭스파이어                   | 먹고 기도하고 사랑하라            |                      |
| 31  | 2014년 1월 17일  | 박보영 - 로마 위드 러브                   | 조제, 호랑이 그리고 물고기들 | 마릴린 먼로와 함께한 일주일       |                      |
| 32  | 2014년 1월 24일  | 신보라 - 노트북                           | 더 폴: 오디어스와 환상의 문  | 50/50                             |                      |
| 33  | 2014년 2월 28일  | 김정훈 - 프로메테우스                     | 그렇게 아버지가 된다         | 실버라이닝 플레이북               |                      |
| 34  | 2014년 3월 7일   | 최원영 - 인생은 아름다워                  | 다우트                       | 어느 멋진 날                      |                      |
| 35  | 2014년 3월 14일  | 손병호 - 미션                             | 인사이드 르윈                | 브이 포 벤데타                    |                      |
| 36  | 2014년 3월 21일  | 이병우 - 날아라 허동구                    | 그래비티                     | 크레이지 하트                     |                      |
| 37  | 2014년 3월 28일  | 박기웅 - 칼리토                           | 비포 미드나잇                | 락앤롤 보트                       |                      |
| 38  | 2014년 4월 4일   | 전수경 - 델마와 루이스                    | 인셉션                       | 아이언맨 2                        |                      |
| 39  | 2014년 4월 11일  | 이혜승 - 빌리 엘리어트                    | 업                           | 127시간                           |                      |
| 40  | 2014년 4월 25일  | 이태란 - 바그다드 카페                    | 지구를 지켜라                | 어바웃 타임                       |                      |
| 41  | 2014년 5월 2일   | 김혜은 - 파이란                           | 환상의 그대                  | 중경삼림                          |                      |
| 42  | 2014년 5월 9일   | 차예련 - 이프 온리                        | 소셜 네트워크                | 칠드런 오브 맨                    |                      |
| 43  | 2014년 5월 16일  | 온주완 - 더 울프 오브 월 스트리트         | 테이크 쉘터                  | 리플리                            |                      |
| 44  | 2014년 5월 23일  | 김응수 - 대부                             | 뜨거운 녀석들                | 아메리칸 뷰티                     |                      |
| 45  | 2014년 5월 30일  | 이윤지 - 길버트 그레이프                  | 자전거 탄 소년               | 다즐링 주식회사                   |                      |
| 46  | 2014년 6월 6일   | 박원상 - 노킹 온 헤븐스 도어              | 행복                         | 아메리칸 허슬                     |                      |
| 47  | 2014년 6월 27일  | 신소율 - 대학살의 신                      | 엑스맨: 퍼스트 클래스        | 스트리트 오브 파이어              |                      |
| No. | 방송일           | 그들 각자의 영화관                        | 영화 읽어주는 남자           | 김 CINE 발견                      |                      |
| 48  | 2014년 7월 11일  | 윤일상 - 아마데우스                       | 예언자                       | 이디오크러시                      |                      |
| 49  | 2014년 7월 18일  | 조동혁 - 레옹                             | 혹성탈출: 진화의 시작        | 더 문                             |                      |
| 50  | 2014년 7월 25일  | 장광 - 베스트 오퍼                        | 더 그레이트 뷰티             | 괴물들이 사는 나라                |                      |
| 51  | 2014년 8월 1일   | 윤종빈 - 좋은 친구들                      | 라이프 오브 파이             | 더 배터리                         |                      |
| 52  | 2014년 8월 8일   | 도희 - 집으로 가는 길                     | 도희야                       | 족구왕                            |                      |
| 52  | 2014년 8월 8일   | 제이민 - 벤자민 버튼의 시간은 거꾸로 간다 | 도희야                       | 족구왕                            |                      |
| 53  | 2014년 8월 16일  | 장은아 - 씨민과 나데르의 별거             | 사랑을 카피하다              | 로미오 이즈 블리딩                |                      |
| 53  | 2014년 8월 16일  | 류태준 - 원스 어폰 어 타임 인 아메리카    | 사랑을 카피하다              | 로미오 이즈 블리딩                |                      |
| 54  | 2014년 8월 23일  | 옥주현 - 센스 앤 센서빌리티               | 죽은 시인의 사회             | 엑소시즘 오브 에밀리 로즈         |                      |
| 55  | 2014년 8월 30일  | 서이숙 - 가장 따뜻한 색, 블루             | 바스터즈: 거친 녀석들        | 왓치맨                            |                      |
| 56  | 2014년 9월 13일  | 양익준 - 브레이킹 더 웨이브               | 싱글맨                       | 슈퍼 에이트                       |                      |
| 57  | 2014년 9월 20일  | 정겨운 - 록 스탁 앤 투 스모킹 배럴즈      | 어바웃 어 보이               | 스트레인지 데이즈                 |                      |
| 58  | 2014년 10월 3일  | 웅산 - 어거스트 러쉬                      | 노예 12년                    | 선샤인                            |                      |
| 59  | 2014년 10월 11일 | 이창민 - 천국보다 아름다운                | 빅피쉬                       | 오직 사랑하는 이들만이 살아남는다 |                      |

## 같이 보기
- 씨네포트 (KNN)
- 영화가 좋다 (KBS2)
- 출발! 비디오 여행 (MBC)
- 팝콘과 나초 (JTBC)